# Escória (substância)

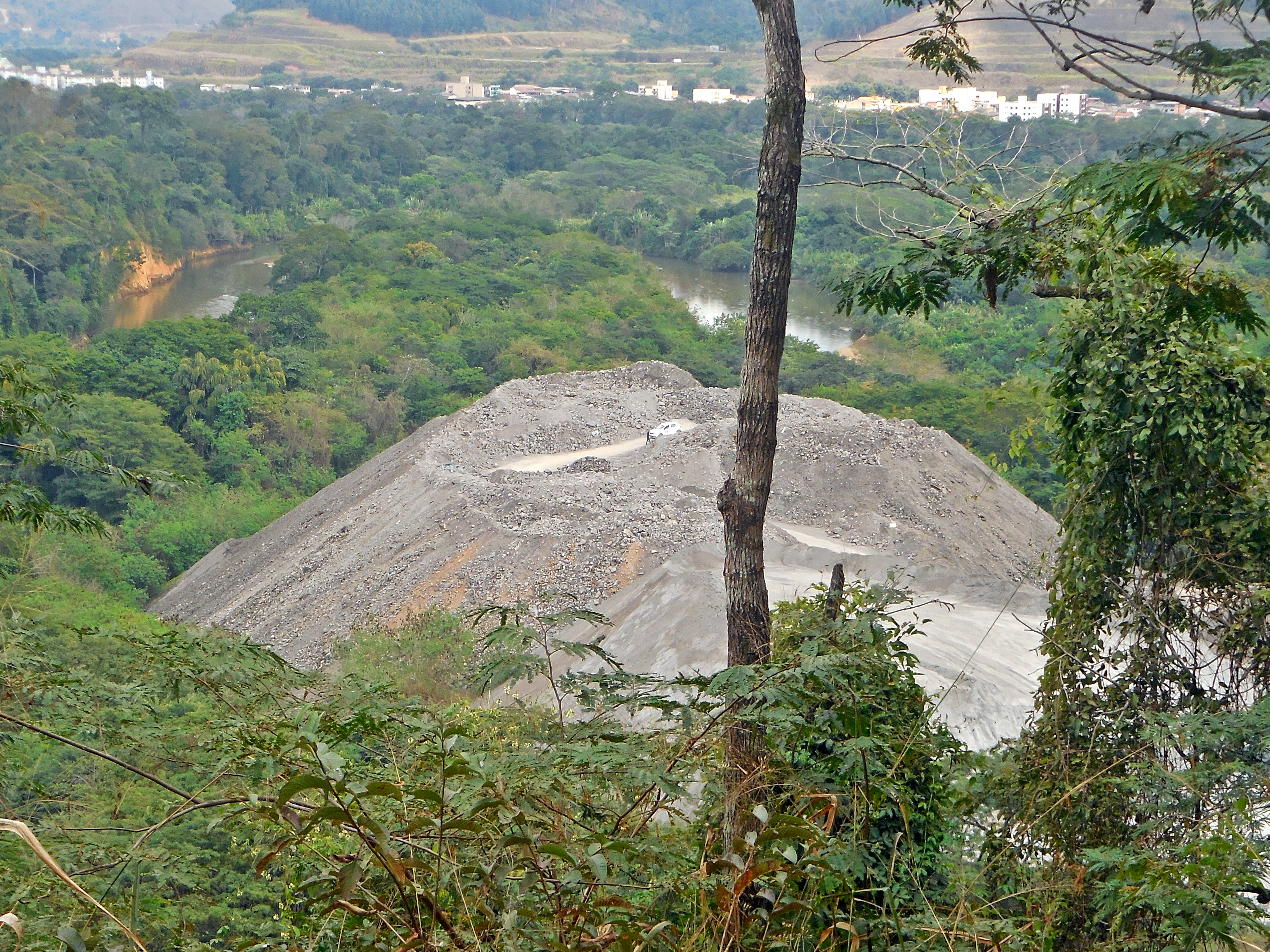
Montanha de escória produzida pela Usiminas em Ipatinga, Brasil.

A escória é o subproduto da fundição de minério para purificar metais. Pode ser considerada uma mistura de óxidos metálicos mas também podem conter sulfitos metálicos e átomos de metais na sua forma elementar. As escórias são geralmente usadas como uma maneira de remover impurezas na fundição de metal. No entanto, devido à sua constituição, também podem cumprir outras funções tais como assistir no controle de temperaturas de fusão e na minimização da reoxidação do produto final.
Na natureza, os minérios do metal tais como ferro, cobre, chumbo, alumínio e outros metais são encontrados num estado impuro, por vezes oxidados e misturados com silicatos de outros metais.
Durante a fundição, quando o minério é exposto a temperaturas elevadas, estas impurezas são separadas do metal fundido e podem ser removidas. A massa composta por esses compostos e que é removida é a escória.
Vários processos de fundição produzem escórias diferentes. Em geral elas podem ser classificadas como ferrosas e não-ferrosas. A fundição do cobre e do chumbo em fundições não-ferrosas, por exemplo, é desenhada para se remover o ferro e a sílica que por vezes aparecem associadas aos minérios e para separá-la numa escória ferrosa e silicatada. A escória resultante da produção de aço é desenhada para minimizar a perda de ferro e por consequência é constituída principalmente por cálcio, magnésio e alumínio.

## Utilização
A escória possui várias aplicações comerciais depois de resfriada e solidificada e só raramente é desprezada. É frequentemente reprocessada para separar quaisquer metais que possa conter. Os subprodutos deste processo podem ser usados em cimento, lastro para linhas de caminho de ferro e para fertilizante. A escória é constantemente empregada também para reforço de subleitos e sub-bases em obras de aterros e pavimentações.   